# Rejon nadymski
Rejon nadymski (ros. Надымский район) – rejon wchodzący w skład położonego w północnej Rosji Jamalsko-Nienieckiego Okręgu Autonomicznego.

## Ośrodek administracyjny
Ośrodkiem administracyjnym rejonu jest miasto Nadym, liczące 49.248 mieszkańców (2005), tj. 2,5 raza więcej niż cała pozostała ludność tego liczącego ponad 100 tys. km² rejonu. Miasto to nie wchodzi jednak w skład tej jednostki administracyjnej stanowiąc miasto wydzielone w składzie Jamalsko-Nienieckiego OA. Do 1972 r. ośrodkiem administracyjnym była wieś Che.

## Położenie
Rejon znajduje się jest w Rosji, w środkowej części Jamalsko-Nienieckiego Okręgu Autonomicznego, wchodzącego w skład obwodu tiumeńskiego. Obszar ten położony jest w północno-zachodniej Azji, na Nizinie Zachodniosyberyjskiej.

## Powierzchnia
Rejon ma powierzchnię 103 960 km². Rejon nadymski jest 5. co do wielkości rejonem Okręgu Jamalsko-Nienieckiego.
Powierzchnię Rejonu stanowi tundra i lasotundra, od południa przechodząca w tajgę.

## Ludność
Z racji położenia w północnej części Syberii w rejonie panuje surowy klimat. Obszar ten zamieszkuje zaledwie 21,1 tys. osób (2005), co oznacza, iż gęstość zaludnienia wynosi 0,2 os./km².
W rejonie znajdują się jedynie dwa niewielkie miasta zamieszkane łącznie przez 12 tys. mieszkańców), 34 wsie, a także pewna liczba obozowisk koczowników, jako że część autochtonicznej populacji wiedzie tradycyjny tryb życia. Ludność miejska stanowi 57% populacji.
Ludność stanowią głównie osadnicy europejscy, głównie Rosjanie, a także Nieńcy i Chantowie – rdzenni mieszkańcy tej części Syberii.

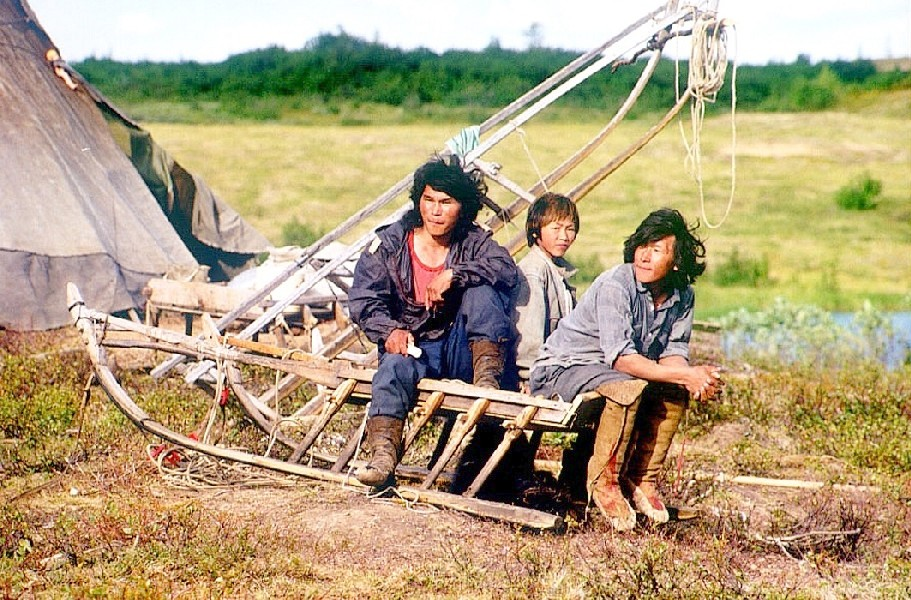
Nieńcy – pierwotni mieszkańcy okręgu

Skład narodowościowy: (w 1989 r.; od tej pory wskutek emigracji zmniejszył się udział w populacji Rosjan i innych osadników):
Rosjanie: 63,7%
Ukraińcy: 15,9%
Nieńcy: 6,3%
Tatarzy: 5%
Białorusini: 1,5%
Chantowie: 0,2%
Selkupowie: 0,1%

## Historia
Rejon utworzono w 1930 r.

## Transport
Na terenie rejonu biegną dwie linie kolejowe: Nowy Urengoj – Nadym i Nowy Urengoj – Jamburg. Z powodu ogromnych odległości pomiędzy poszczególnymi osadami w rejonie jest mało dróg, a największe znaczenie ma transport lotniczy oraz wodny - poprzez gęstą sieć rzeczną.